# Juan Alfredo César Müller
Juan Alfredo César Müller (Buenos Aires, 29 de junho de 1927 - São Paulo, 1º de julho de 1990) foi um  psicólogo e tradutor argentino. Estudou Psicologia no Instituto C. G. Jung, em Zurique, na Suíça, e foi aluno de Leopold Szondi, possuindo inscrição no Conselho Regional de Psicologia de São Paulo. Fixou-se em São Paulo em 1952 e ministrou, em 1979, o primeiro curso de extensão universitária em Astrologia para formandos em Psicologia na Pontifícia Universidade Católica de São Paulo, com a colaboração de Olavo de Carvalho.
Müller traduziu para o português o livro Introdução à psicologia do destino, de L. Szondi onde constam dados biográficos compilados pelo Dr. Pedro Balázs, ambos discípulos do Dr. Szondi.